# Kickstarter (website)
Kickstarter is een Amerikaanse crowdfundingwebsite, waarop projecten door derden gefinancierd kunnen worden. Naar eigen zeggen heeft Kickstarter zo al meer dan een miljard dollar opgehaald van 5,7 miljoen gebruikers voor 135.000 projecten als films, shows, videogames en gadgets.

## Geschiedenis
Kickstarter werd op 28 april 2009 door Perry Chen, Yancey Strickler en Charles Adler gelanceerd. De site werd door kranten en tijdschriften geprezen om zijn idee; Time noemde het een van de beste uitvindingen van 2010 en een van de beste websites van 2011. De site had een startkapitaal van 10 miljoen dollar verzameld onder donateurs. Het hoofdkantoor werd gevestigd in Lower East Side in Manhattan.
Andy Baio was tot zijn vertrek in 2010 technisch directeur van de site en Lancy Ivy is sinds de oprichting hoofdontwikkelaar. Op 14 februari 2013 werd een app uitgebracht voor de iPhone, waarmee de website zich voor het eerst op het mobiele domein richtte. 
Nadat de site al eerder projecten uit het Verenigd Koninkrijk (2012), Canada, Australië en Nieuw-Zeeland (2013) toeliet, worden sinds april 2014 ook projecten uit Nederland ondersteund.

## Kritiek
Ondanks het succes is er ook kritiek. Zo haalt een meerderheid van de projecten het doelbedrag niet. Van de projecten die wel succesvol gefund worden blijkt dat een op de tien projecten niet waarmaakt wat het belooft.

## Succesvolste projecten
| Rang | Bedrag in $ | Projectnaam                                                | Donateurs | Gemiddelde donatie ($) |
| ---- | ----------- | ---------------------------------------------------------- | --------- | ---------------------- |
| 1    | 20.338.986  | Pebble Time - Awesome Smartwatch, No Compromises           | 78.471    | 259                    |
| 2    | 13.285.226  | Coolest Cooler: 21st Century Cooler that's Actually Cooler | 62.642    | 212                    |
| 3    | 12.779.843  | Pebble 2, Time 2 + All-New Pebble Core                     | 66.673    | 192                    |
| 4    | 12.393.139  | Kingdom Death: Monster 1.5                                 | 19.264    | 643                    |
| 5    | 10.266.845  | Pebble: E-Paper Watch for iPhone and Android               | 68.929    | 149                    |
| 6    | 9.192.055   | The World's Best TRAVEL JACKET with 15 Features            | 44.949    | 204                    |
| 7    | 8.782.571   | Exploding Kittens                                          | 219.382   | 40                     |
| 8    | 8.596.474   | Ouya: A New Kind of Video Game Console                     | 63.416    | 136                    |
| 9    | 7.072.757   | THE 7th CONTINENT – What Goes Up, Must Come Down.          | 43.733    | 162                    |
| 10   | 6.565.782   | The Everyday Backpack, Tote, and Sling                     | 26.359    | 249                    |